# Kanazawa
Kanazawa (金沢市?, Kanazawa-shi) è una città giapponese della prefettura di Ishikawa. È famoso il castello di Kanazawa, più volte distrutto e ricostruito.

## Origini del nome
Kanazawa significa letteralmente "palude d'oro". L'ideogramma giapponese per "oro" nel nome della città forse era già il segno di un destino di splendore. Leggenda vuole che un contadino di nome Imohori Togoro avesse scoperto della polvere d'oro in una palude della zona.

## Geografia
Sita sul Mar del Giappone, è circondata dalle alpi giapponesi, dal Parco Nazionale Hakusan e dalla penisola di Noto. È localizzata tra i fiumi Sai e Asano e si estende per una superficie di 467,77 km².

## Storia
Kanazawa fu sotto il controllo di un governo buddista autonomo durante il XV secolo fino al 1583, quando il governo fu soppiantato dal clan Maeda, sotto il servizio dello Shōgun. In seguito nella regione di Kaga vi fu abbondante produzione di riso per tre secoli, pertanto divenne una delle regioni più ricche del Giappone e venne soprannominata perciò Kaga-Hyaku-Man-Goku, a causa dell'enorme quantità di Koku di riso prodotti (circa 183 milioni di litri di riso ogni anno). Nel corso della seconda guerra mondiale, non essendovi obbiettivi militari la città venne risparmiata, quindi i patrimoni artistici e i siti storici e culturali non vennero in alcun modo danneggiati.

## Monumenti e luoghi d'interesse

### Architetture civili
- Musei:
  - Museo d'arte contemporanea del XXI secolo
  - Museo del Teatro Nō di Kanazawa
  - Museo prefetturale di arti e mestieri tradizionali di Ishikawa
  - Museo del Fonografo di Kanazawa
  - Museo d'Arte della prefettura di Ishikawa
  - Museo Nakamura
  - Museo Honda
  - Museo della Ceramica Ōhi

### Architetture militari
- Parco del castello di Kanazawa (ribattezzato con l'aggiunta di parco dopo un incendio)

### Altro
- Giardini
  - Kenroku-en
  - Gyokusen-en

## Infrastrutture e trasporti
La città è servita dalla stazione di Kanazawa che la connette direttamente a Osaka e le città limitrofe, nonché Tokyo, alla quale è collegata in modo rapido grazie allo Hokuriku Shinkansen dal 2015.